# 馬朗維爾
11°52′N 3°23′E / 11.867°N 3.383°E

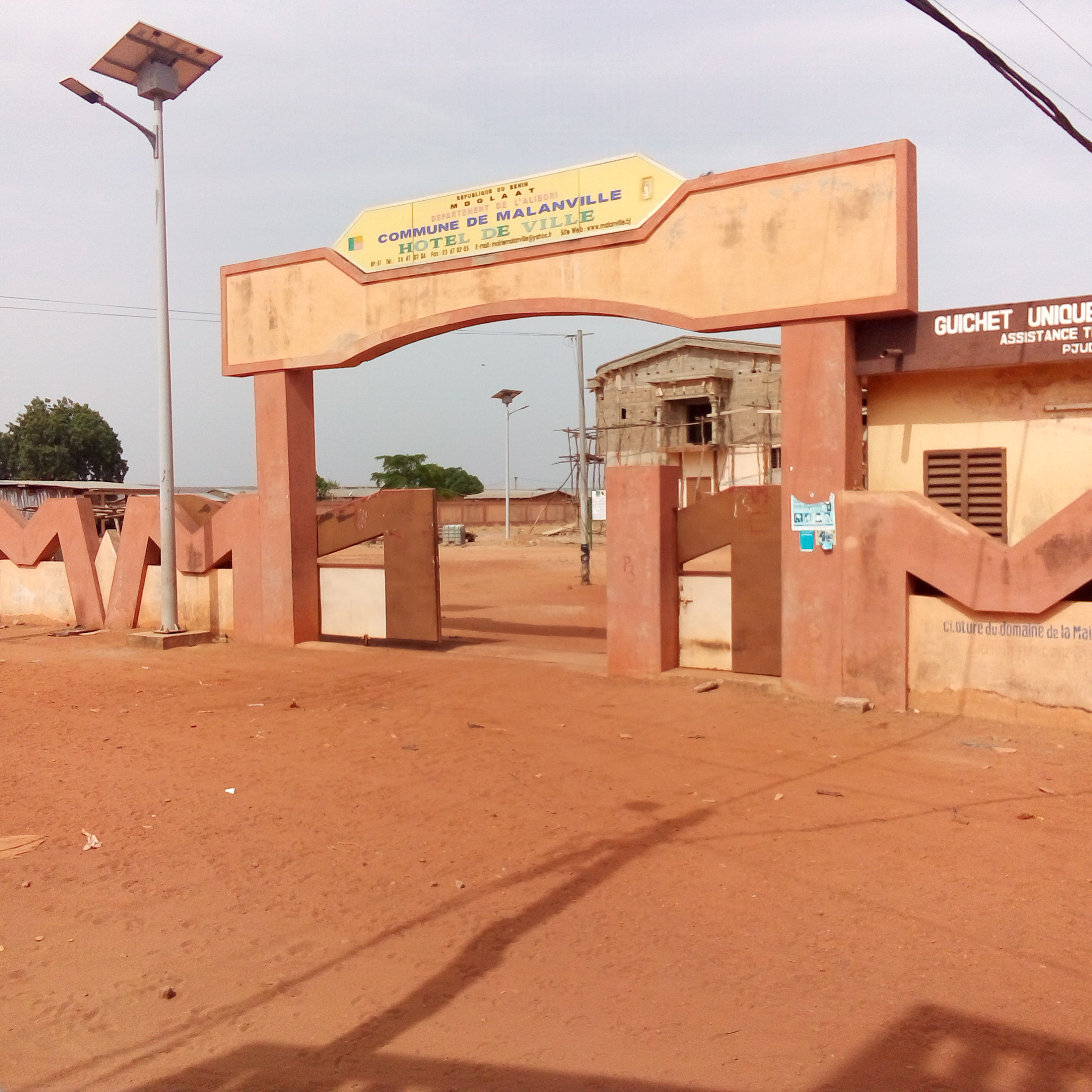
馬朗維爾的市政廳

馬朗維爾（法語：Malanville），是貝寧的城鎮，位於該國北部，与尼日尔隔尼日尔河相望，由阿黎博里省負責管轄，面積3,016平方公里，海拔高度160米，2013年人口168,006，人口密度每平方公里56人。